# Partick Thistle FC
Partick Thistle FC även känt som 'the jags' är en skotsk fotbollsklubb från Glasgow. Klubben bildades 1876 och spelar i Scottish Premiership, skotska förstaligan, sedan säsongen 2013-14. Laget spelar sina hemmamatcher på Firhill Stadium i Maryhill, Glasgow som tar 10 887 åskådare. Klubben har sitt största supporterfölje runt i de västra delarna av centrala Glasgow.
Bill Shankly, som senare blev framgångsrik tränare för Liverpool FC, började sin spelarkarriär i Partick Thistle och spelade där 1929-1932.